# Стельмах, Михаил Афанасьевич
Михаи́л Афана́сьевич Сте́льмах (укр. Михайло Панасович Стельмах; 1912—1983) — советский украинский писатель и драматург. Лауреат Ленинской (1961) и Сталинской премии III степени (1951). Герой Социалистического Труда (1972). Кавалер трёх орденов Ленина (1960, 1967, 1972). Академик АН УССР (1978). Депутат ВС СССР 6—10 созывов (с 1962 года).

## Биография
Михаил Стельмах родился 11 (24) мая 1912 года в селе Дьяковцы (ныне Литинского района Винницкой области Украины) в бедной крестьянской семье. В 1929 году по окончании школы поступил в Винницкий педагогический техникум, затем на литературный факультет Винницкого педагогического института, который окончил в 1933 году. В 1933—1939 годах работал учителем. В 1939—1945 годах служил в РККА, сначала рядовым артиллеристом, а с 1944 года после двух тяжёлых ранений и лечения в Уфе — корреспондентом газеты Первого Украинского фронта «За честь Отчизны». Во время войны в Воронеже и Уфе были опубликованы сборники стихов Михаила Стельмаха. По окончании войны пришёл на работу в Институт искусствоведения, фольклора и этнографии АН УССР, где проработал до 1953 года.
М. А. Стельмах умер 27 сентября 1983 года. Похоронен в Киеве на Байковом кладбище.
Сын — известный писатель и сценарист Ярослав Стельмах.

## Творчество
Литературной деятельностью занимался с 1936 года.
Автор трилогии романов:
- 1950 — «Большая родня»,
- 1957 — «Кровь людская — не водица»,
- 1959 — «Хлеб и соль».

Эта трилогия была экранизирована на киностудии имени А. П. Довженко — фильмы:
- 1960 — «Кровь людская — не водица»,
- 1961 — «Дмитро Горицвит»,
- 1963 — «Люди не всё знают».

Также Михаил Стельмах — автор:
- романов:
  - 1961 — «Правда и кривда»,
  - 1969 — «Дума про тебя»;
- детских повестей:
  - 1964 — «Гуси-лебеди летят»,
  - 1967 — «Щедрый вечер»[2].

По сценариям Михаила Стельмаха были сняты фильмы:
- 1954 — «Над Черемошем» (режиссёр Г. Т. Крикун),

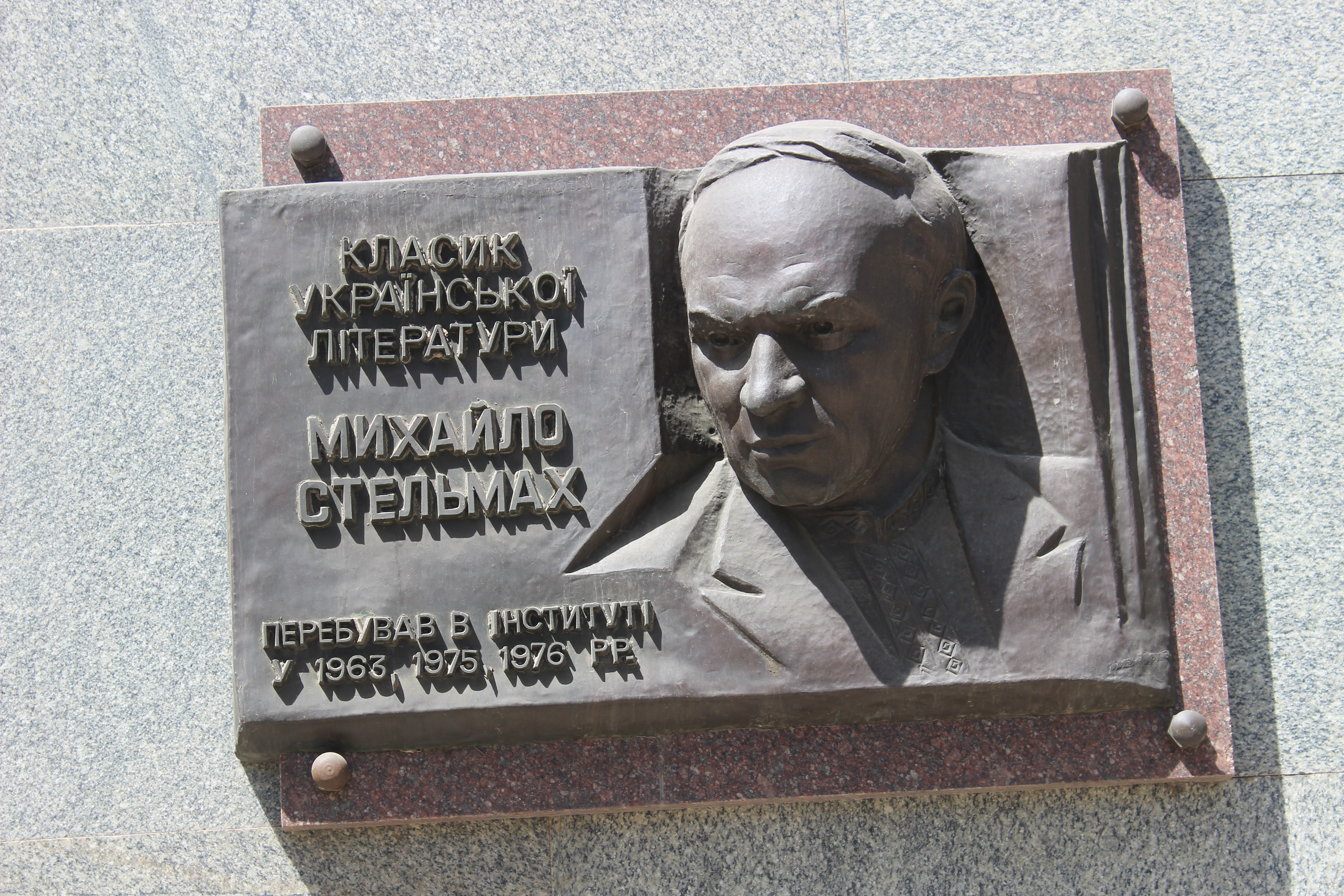
Мемориальная доска на стене Запорожского национального университета

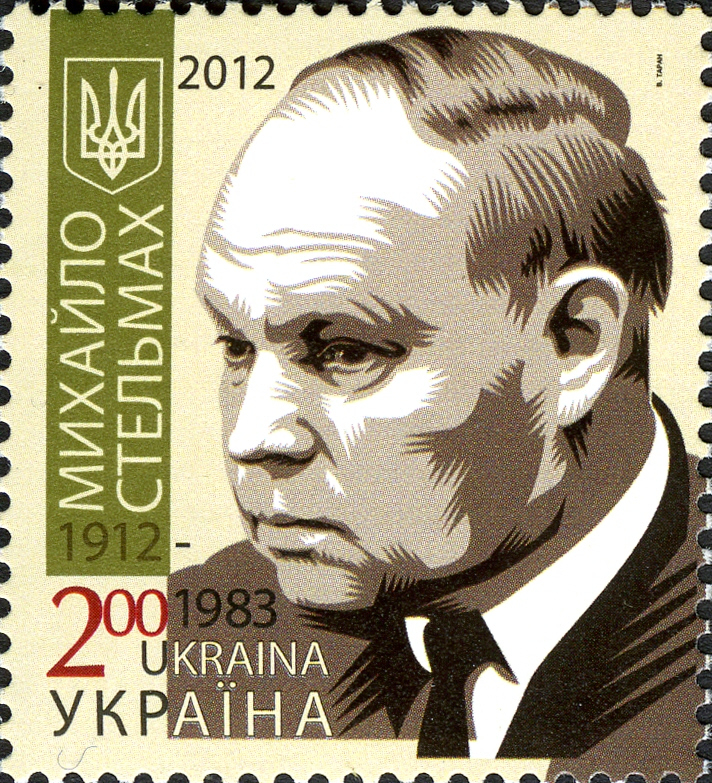
Почтовая марка Украины, 2012 г.

- 1958 — «Живи, Украина!»,
- 1970 — «Хлеб и соль»,
- 1974 — «Гуси-лебеди летят»,
- 1976 — «Щедрый вечер».

## Стельмах против Солженицына, Сахарова
- Стельмах М. А. подписал Письмо группы советских писателей в редакцию газеты «Правда» 31 августа 1973 года о Солженицыне и Сахарове.

## Награды и премии
- Герой Социалистического Труда (23.5.1972)
- три ордена Ленина (24.11.1960; 28.10.1967; 23.05.1972)
- орден Октябрьской Революции (02.07.1971)
- орден Отечественной войны II степени (16.06.1945)
- орден Трудового Красного Знамени (05.06.1962)
- орден Дружбы народов (21.05.1982)
- медали
- Ленинская премия (1961) — за трилогию «Хлеб и соль» (1959), «Кровь людская — не водица» (1957), «Большая родня» (1949—1950)
- Сталинская премия третьей степени (1951) — за роман «Большая родня» (1949—1950)
- Государственная премия Украинской ССР имени Т. Г. Шевченко — за роман «Четыре брода» (1979)